# 柴町 (横浜市)
柴町（しばちょう）は神奈川県横浜市金沢区の町名。丁番を持たない単独町名である。住居表示未実施区域。

## 地理
金沢区東部沿岸部に位置する。北で長浜、東で福浦、南東で海を挟んで八景島、南西で海の公園、南西で寺前、西で金沢町、北西で西柴と隣接する。金沢区中部の丘陵地帯と南側の平地および埋立地からなる。

### 地価
住宅地の地価は、2025年（令和7年）1月1日の公示地価によれば、柴町7番85の地点で17万9000円/m²となっている。

## 歴史
1939年（昭和14年）7月1日、当時の磯子区金沢柴町から西柴と長浜が分離され、現在の柴町が成立した。現在の町域にはその後造成された埋立地も含む。かつては丘陵に囲まれ東京湾に面した漁村で、柴漁港に臨む中心集落は「小柴」（こしば）と呼ばれたが、1970年代に埋立が行われ、柴漁港を除き内陸となった。北部で丘陵が海に突き出して小柴崎またはマサキの鼻と呼ばれる岬を作り、現在でもその名残りの海食崖がある。その南側の海岸が防波堤に囲まれ柴漁港となっていた。柴漁港は埋立により建設し直され内陸の掘込港のような形となった。「小柴沖」はアナゴ、シャコその他の漁場として有名で、小柴が海岸でなくなった今日でもこの名で呼ばれる。1853年には黒船がこの付近に碇泊している。富岡八幡宮、宝蔵院等に記録された伝承によれば、古くは北の長浜に大きな漁村があったが、応長年間の大津波で破壊され、移住者が「越し場」と名付け小柴集落を開いたという。

### 沿革
- 1939年（昭和14年）7月1日 - 磯子区金沢柴町、金沢寺前町の各一部から柴町を新設する[7]。
- 1942年（昭和17年）7月3日 - 埋立地を編入する[8]。
- 1943年（昭和18年）4月1日 - 埋立地を編入する[8]。
- 1948年（昭和23年）5月15日 - 行政区の再編に伴い、磯子区の一部から金沢区を新設し、横浜市金沢区柴町となる[9]。
- 1962年（昭和37年）4月3日 - 埋立地を編入する[10]。
- 1967年（昭和42年）2月1日 - 埋立地を編入する[11]。
- 1976年（昭和51年）7月26日 - 住居表示の実施（金沢区東部第二次地区）[12]に伴い、 寺前町の一部を柴町に編入する[13]。
- 1980年（昭和55年）12月1日 - 埋立地を編入する[14]。
- 1985年（昭和60年）11月9日 - 埋立地を編入する[15]。
- 1986年（昭和61年）7月21日 - 住居表示の実施（金沢区西柴・片吹地区）[16]に伴い、 柴町の一部を西柴四丁目へ編入する[15]。
- 1986年（昭和61年）10月31日 - 埋立地を編入する[15]。
- 2003年（平成18年）3月4日 - 土地改良事業に伴い、長浜との境界を変更する[17]。

## 世帯数と人口
2025年（令和7年）6月30日現在（横浜市発表）の世帯数と人口は以下の通りである。
| 町丁 | 世帯数    | 人口    |
| ---- | --------- | ------- |
| 柴町 | 3,030世帯 | 6,025人 |

### 人口の変遷
国勢調査による人口の推移。
| 年                 | 人口  |
| ------------------ | ----- |
| 1995年（平成7年）  | 6,021 |
| 2000年（平成12年） | 6,816 |
| 2005年（平成17年） | 7,327 |
| 2010年（平成22年） | 7,065 |
| 2015年（平成27年） | 6,655 |
| 2020年（令和2年）  | 6,462 |

### 世帯数の変遷
国勢調査による世帯数の推移。
| 年                 | 世帯数 |
| ------------------ | ------ |
| 1995年（平成7年）  | 2,179  |
| 2000年（平成12年） | 2,473  |
| 2005年（平成17年） | 2,808  |
| 2010年（平成22年） | 2,865  |
| 2015年（平成27年） | 2,808  |
| 2020年（令和2年）  | 2,941  |

## 学区
市立小・中学校に通う場合、学区は以下の通りとなる（2024年11月時点）。
| 番地                                | 小学校                 | 中学校             |
| ----------------------------------- | ---------------------- | ------------------ |
| 358〜389番地                        | 横浜市立並木第四小学校 | 横浜市立並木中学校 |
| 1〜356番地 391〜394番地 400番地以降 | 横浜市立文庫小学校     | 横浜市立金沢中学校 |

## 事業所
2021年（令和3年）現在の経済センサス調査による事業所数と従業員数は以下の通りである。
| 町丁 | 事業所数 | 従業員数 |
| ---- | -------- | -------- |
| 柴町 | 79事業所 | 799人    |

### 事業者数の変遷
経済センサスによる事業所数の推移。
| 年                 | 事業者数 |
| ------------------ | -------- |
| 2016年（平成28年） | 64       |
| 2021年（令和3年）  | 79       |

### 従業員数の変遷
経済センサスによる従業員数の推移。
| 年                 | 従業員数 |
| ------------------ | -------- |
| 2016年（平成28年） | 922      |
| 2021年（令和3年）  | 799      |

## 交通

### 鉄道
南東端を金沢シーサイドラインが通るが駅は設置されていない。金沢シーサイドライン八景島駅・海の公園柴口駅が利用できる。

### バス
- 京急バス - 京浜急行金沢文庫駅発柴町行きなど

## 施設
- 柴漁港
- 横浜フィッシャーマンズマリーナ
- 金沢緑地
- 柴シーサイドファーム
- 熊野神社
- 宝蔵院
- 旧料亭金沢園（その後、旅館喜多屋から、現在はカフェ金沢園として営業、登録有形文化財）

町域からは外れるが、八景島、海の公園、称名寺などの観光地・名所に近接する。
- 西柴地域ケアプラザ

## その他

### 日本郵便
- 郵便番号 : 236-0012[3]（集配局：横浜金沢郵便局[27]）

### 警察
町内の警察の管轄区域は以下の通りである。
| 番・番地等 | 警察署     | 交番・駐在所 |
| ---------- | ---------- | ------------ |
| 全域       | 金沢警察署 | 柴町駐在所   |

### ドキュメンタリー
- 新日本紀行「ヨコハマ・埋め立て・漁師町〜横浜市柴町〜」（1980年、NHK）[29]